# Giraumont (Oise)
Giraumont ist eine französische Gemeinde mit 524 Einwohnern (Stand: 1. Januar 2022) im Département Oise in der Region Hauts-de-France (vor 2016 Picardie). Sie gehört zum Arrondissement Compiègne und zum Kanton Estrées-Saint-Denis (bis 2015 Ressons-sur-Matz). Die Einwohner werden Giraumontois genannt.

## Geographie
Giraumont liegt etwa sechs Kilometer nördlich von Compiègne. Umgeben wird Giraumont von den Nachbargemeinden Villers-sur-Coudun im Norden und Westen, Mélicocq im Norden und Nordosten, Longueil-Annel im Osten sowie Coudun im Süden.

## Bevölkerungsentwicklung
| Jahr                      | 1962 | 1968 | 1975 | 1982 | 1990 | 1999 | 2006 | 2013 |
| Einwohner                 | 277  | 256  | 301  | 331  | 504  | 585  | 574  | 517  |
| Quelle: Cassini und INSEE |      |      |      |      |      |      |      |      |

## Sehenswürdigkeiten
- Kirche